# ANNO 2007
ANNO 2007 byl XIII. ročník ankety diváků televize Nova ANNO. Slavnostní večer se uskutečnil v sobotu 23. února 2008.

## Moderátoři a hosté
Večerem provázely Daniela Šinkorová, Ivana Jirešová a Veronika Arichteva. Slavnostními hosty byli např. Karel Gott, Helena Vondráčková, Lucie Bílá, Ewa Farna, Miroslav Žbirka, Petr Kolář, Petr Bende, Helena Zeťová a další.

## Výsledky ankety

### Muž roku
| Místo | Jméno         | Pořad            |
| ----- | ------------- | ---------------- |
| 1.    | Leoš Mareš    | Eso              |
| 2.    | Rey Koranteng | Televizní noviny |
| 3.    | Karel Voříšek | Televizní noviny |

### Žena roku
| Místo | Jméno           | Pořad                       |
| ----- | --------------- | --------------------------- |
| 1.    | Lucie Borhyová  | Televizní noviny            |
| 2.    | Zlata Adamovská | Ordinace v růžové zahradě 2 |
| 3.    | Markéta Fialová | Televizní noviny            |

### Pořad roku
| Místo | Název                       |
| ----- | --------------------------- |
| 1.    | Ordinace v růžové zahradě 2 |
| 2.    | Ulice                       |
| 3.    | Televizní noviny            |